# 東京都道114号武蔵野狛江線

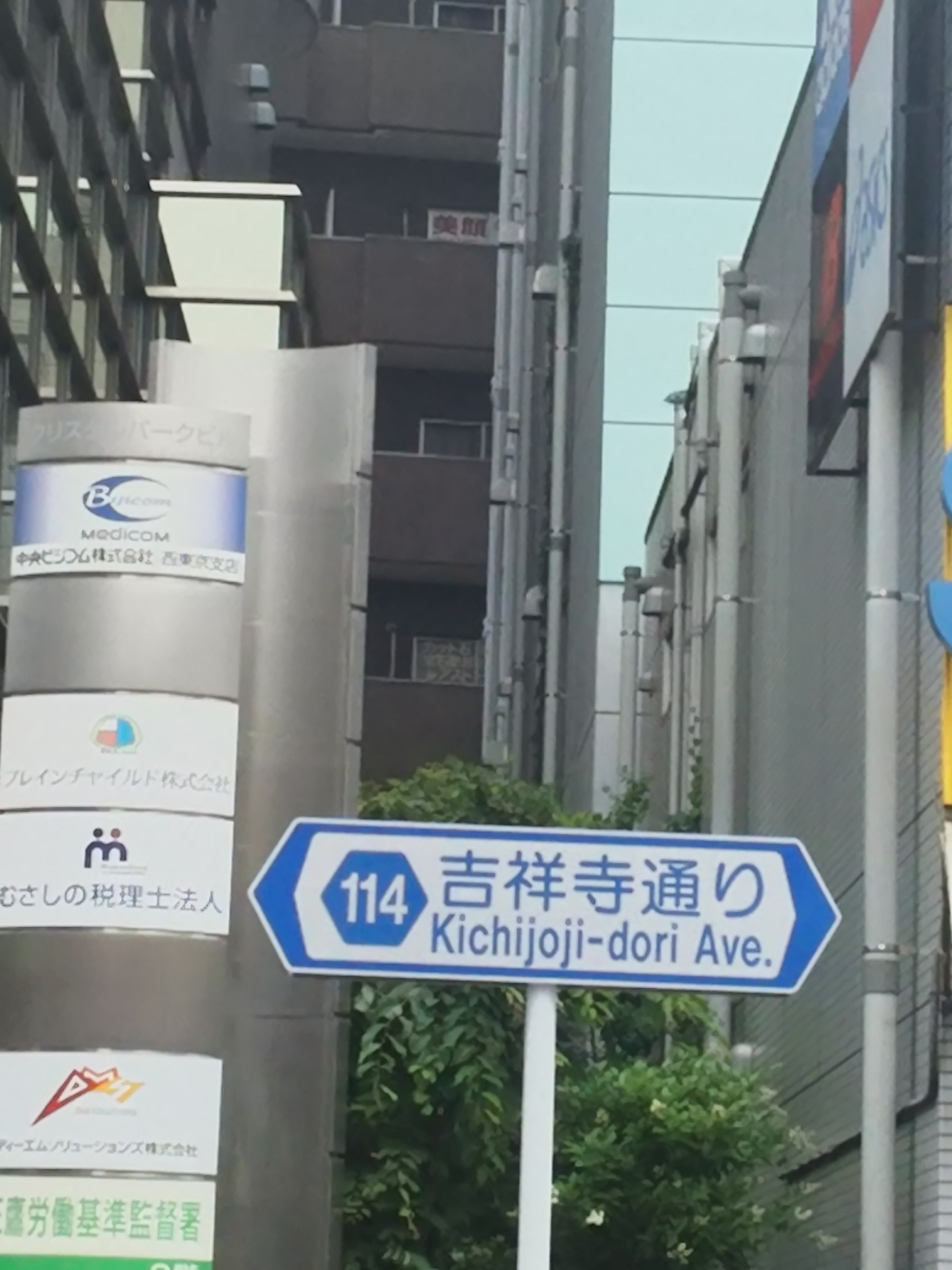
武蔵野市内

東京都道114号武蔵野狛江線（とうきょうとどう114ごう むさしのこまえせん）とは、武蔵野市八幡宮前交差点から狛江市狛江高校交差点を結ぶ一般都道である。調布市内にはパイパス（支線）が存在する。

## 一般名称
- 吉祥寺通り 八幡宮前交差点（起点） - 杏林大学病院北交差点 ＝東京都通称道路名設定公告（1984年5月1日）整理番号91[1]
- 松原通り  名称無し交差点（国道20号交点) - 狛江高校交差点(終点) ＝東京都通称道路名設定公告（2014年4月1日）整理番号141[1]
  - 仙川和泉通り

## 経由する自治体
- 東京都
  - 武蔵野市
  - 三鷹市
  - 調布市
  - 狛江市

## 接続する道路
| 交差する道路                                                      | 交差点名       | 所在地   |
| ----------------------------------------------------------------- | -------------- | -------- |
| 東京都道113号杉並武蔵野線（吉祥寺通り）青梅街道、東京女子大学方面 |                |          |
| 東京都道7号杉並あきる野線（五日市街道）                           | 八幡宮前       | 武蔵野市 |
| 東京都道115号吉祥寺停車場線（平和通り）                           | 中道通り       | 武蔵野市 |
| 東京都道7号杉並あきる野線（井ノ頭通り）                           | 吉祥寺駅前     | 武蔵野市 |
| 東京都道134号恋ヶ窪新田三鷹線（連雀通り）                         | 狐久保         | 三鷹市   |
| 東京都道110号府中三鷹線（人見街道）                               | 新川           | 三鷹市   |
| 東京都道14号新宿国立線（東八道路）                                | 杏林大学病院北 | 三鷹市   |
| 国道20号（甲州街道）                                              | 仙川駅入口     | 調布市   |
| 国道20号（甲州街道）                                              | 仙川2丁目      | 調布市   |
| 東京都道118号調布経堂停車場線                                     | 桐朋学園前     | 調布市   |
| パイパス（松原通り、仙川和泉通り）                                |                | 調布市   |
| 東京都道11号大田調布線（狛江通り）                                | 松原           | 狛江市   |
| 東京都道3号世田谷町田線（世田谷通り）                             | 狛江高校       | 狛江市   |

## 重複する区間
- 国道20号 仙川駅入口交差点 - 仙川二丁目交差点
- 東京都道118号調布経堂停車場線 仙川二丁目交差点 - 桐朋学園前交差点

この重複区間に関連して、調布市仙川町3丁目付近の国道20号との交差点から仙川駅の東を通り入間町1丁目に抜ける道路が平成29年5月21日に建設完了し、仙川和泉通りから国道20号へ直接出られるようになった。

## （旧）狭隘区間
- 田中橋交差点 - 終点（2012年12月 解消済み）

## 沿線の主な施設
武蔵野市
- 藤村女子中学校・高等学校
- 東急百貨店吉祥寺店
- 吉祥寺二葉栄養調理専門職学校
- 吉祥寺駅 - JR中央線、京王井の頭線
- 井の頭恩賜公園
  - 井の頭自然文化園

三鷹市
- 三鷹の森ジブリ美術館
- 三鷹市立第四中学校
- 明星学園高等学校
- NTT DATA三鷹ビル
- 杏林大学井の頭キャンパス
- 野村病院
- 仙川公園
- 東京都立三鷹中等教育学校
- 杏林大学三鷹キャンパス
  - 杏林大学医学部付属病院
- 中央道三鷹バスストップ
- 三鷹市立中原小学校
- 春清寺
- 三鷹市東部水再生センター

調布市
- 白百合女子大学
- 仙川駅 - 京王線
- 桐朋学園大学
- 桐朋女子中学校・高等学校
- 島忠 ホームズ仙川店
- 東京都立神代高等学校
- NTT中央研修センター
- ドルトン東京学園中等部・高等部

狛江市
- 狛江郵便局
- 狛江消防署
- 狛江市民総合体育館
- 東京都立狛江高等学校
- 和泉多摩川駅 - 小田急小田原線